# Škoda 120 (1925)
Der Laurin & Klement 120, auch als Laurin&Klement-Škoda 120 oder als Škoda 120 angeboten, war zunächst das größere Schwestermodell des Škoda 110, 1.+ 2. Serie. Der PKW kam 1925 mit verschiedenen Aufbauten in Holz-/Stahlmischkonstruktion heraus. 1926 wurde er durch den Škoda 110, 3. bis 10. Serie ersetzt.
Der wassergekühlte, seitengesteuerte Vierzylinder-Viertakt-Motor hatte einen Hubraum von 1944 cm³ und eine Leistung von 30 PS (22 kW). Er beschleunigte das 960 bis 1380 kg schwere Fahrzeug bis auf 85 km/h. Über das an den Motorblock angeflanschte Getriebe und eine Kardanwelle wurde die Antriebskraft an die Hinterräder weitergeleitet. Der Rahmen des Wagens bestand aus genieteten Stahl-U-Profilen.

## Quelle
- Fahrzeughistorie von Skoda.de
- Legenden von Skoda.de